# Флека — Вермета тема
Те́ма Фле́ка — Вермета — тема в шаховій композиції ортодоксального жанру. Суть теми — вираження теми Флека-1 із самозв'язуванням чорних фігур у тематичних варіантах.

## Історія
Тему Флека-1 виразив шаховий композитор Вермет в задачі, де тематичні мати чорному королю оголошувались матами на зв'язку, причому при виникненні тематичних варіантів чорна фігура, яка усуває усі, крім одної загрози, самозв'язується. Вермет знайшов інший підхід до вираження ідеї Ференца Флека і вніс новизну у її вираження, тому таке вираження ідеї дістало назву — тема Фле́ка — Вермета.